# Sylvie Foucart
Pour les articles homonymes, voir Foucart (homonymie).
 (novembre 2018).
Sylvie Foucart (épouse Misrahi) née le 14 juin 1958 est une femme politique belge et fut députée francophone bruxelloise sous la bannière du PS; elle passa ensuite à Ecolo.
Sylvie Foucart est avocate au Barreau de Bruxelles depuis 1981; Membre du cabinet Legalex à Bruxelles. Elle a enseigné le droit du tourisme, responsabilités et droit des transports ; depuis 2008, elle occupe la charge de professeure à l'ISES et y dispense les cours de droit constitutionnel, droit administratif, contentieux administratif et droit pénal.

## Carrière politique
En 2006, faisant suite à plusieurs crises dans la commune d'Ixelles, Sylvie Foucart alors échevine écolo de la culture, a décidé de ne plus signer aucun document durant une dizaine de jours au moins. Cette action viendrait du fait que l'élue souhaiterait la présidence de la Commission paritaire locale de l'Instruction publique (Copaloc), n'étant pourtant pas membre de la Copaloc,.

### Historique
- Membre du parlement de la Région de Bruxelles-Capitale
  - de 1989 à 1999
    - Député à la Communauté française de 1995 à 1999
- Conseillère communale d'Ixelles (2006-)
  - Echevine d'Ixelles (Ecolo) de 2000 jusqu'en 2006.
    - Présidente de l'AICB (2004-2006)
    - Administratrice de l'ASBL Culture Flagey
    - Administratrice de l'ASBL Couleur Cerise (2004-2005)
    - Administratrice de MARNI ASBL